# Dora Bria
Dora Bria (Rio de Janeiro, 19 de julho de 1958 – São Gonçalo do Abaeté, 22 de janeiro de 2008) foi uma windsurfista brasileira.

## Biografia
Filha do romeno Vasile Bria, Dora formou-se em engenharia química e sempre se interessou por esportes. Praticou voleibol no colégio, e, influenciada por um namorado, passou a praticar o iatismo. Logo depois, por influência deste mesmo namorado, iniciou-se no windsurf.
Nesta modalidade, conquistou o título brasileiro por seis vezes, foi tricampeã sul-americana e ficou entre as cinco melhores do mundo em ondas gigantes entre 1990 e 1995, no Havaí.
Durante a década de 1990 foi considerada uma das musas do esporte nacional, chegando a posar nua para as revistas Playboy, em 1993 e Sexy, em 1998. Também chegou a participar de programas esportivos, como o Esporte Total, da Band, e vários da grade do canal SporTV.

## Morte
Na tarde de 22 de janeiro de 2008, Dora Bria morreu em decorrência de um acidente de automóvel, no município mineiro de São Gonçalo do Abaeté. Partindo do Rio de Janeiro, dirigia-se a Brasília pela rodovia BR-040, quando seu automóvel derrapou na pista molhada e se chocou com um caminhão que seguia no sentido contrário. Aos 49 anos, Bria sofreu traumatismo craniano e morreu instantaneamente.